# 安房天津站
安房天津站（日语：／ Awa-Amatsu eki */?）是位於千葉縣鴨川市天津1016號，東日本旅客鐵道（JR東日本）的外房線車站。

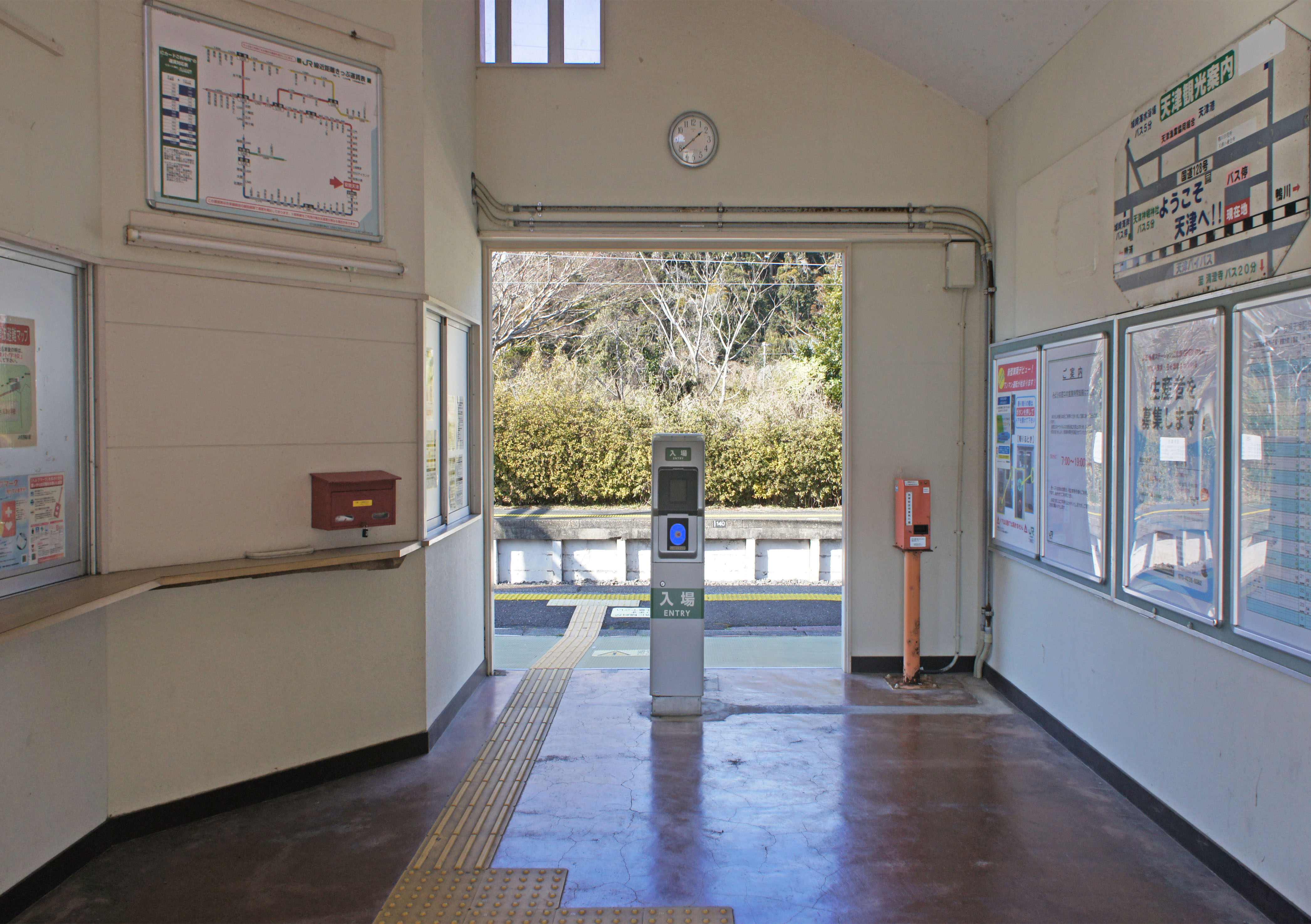
檢票口(2022年2月)

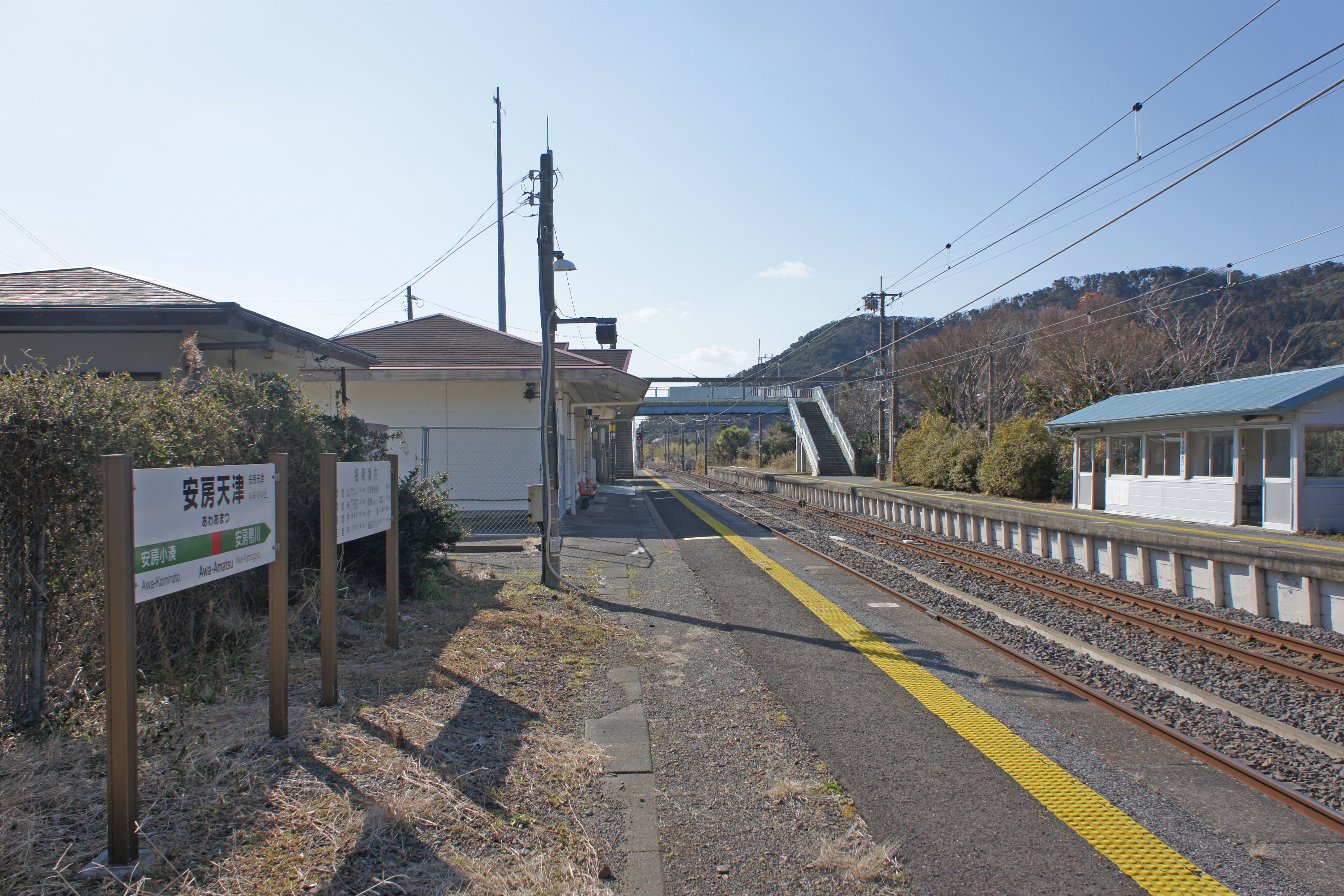
月台（2022年2月）

## 歷史
- 1929年（昭和4年）4月15日：車站啟用[1]。
- 1987年（昭和62年）4月1日：伴隨國鐵分割民營化，車站由東日本旅客鐵道（JR東日本）營運[1]。
- 2009年（平成21年）3月14日：此站可以使用IC卡「Suica」[2]。成為東京近郊區間區域內[2]。
- 2019年（令和元年）7月1日：由鴨川市進行簡易委托業務中止[3]。當日起成為整日無人車站[3]。

## 車站構造

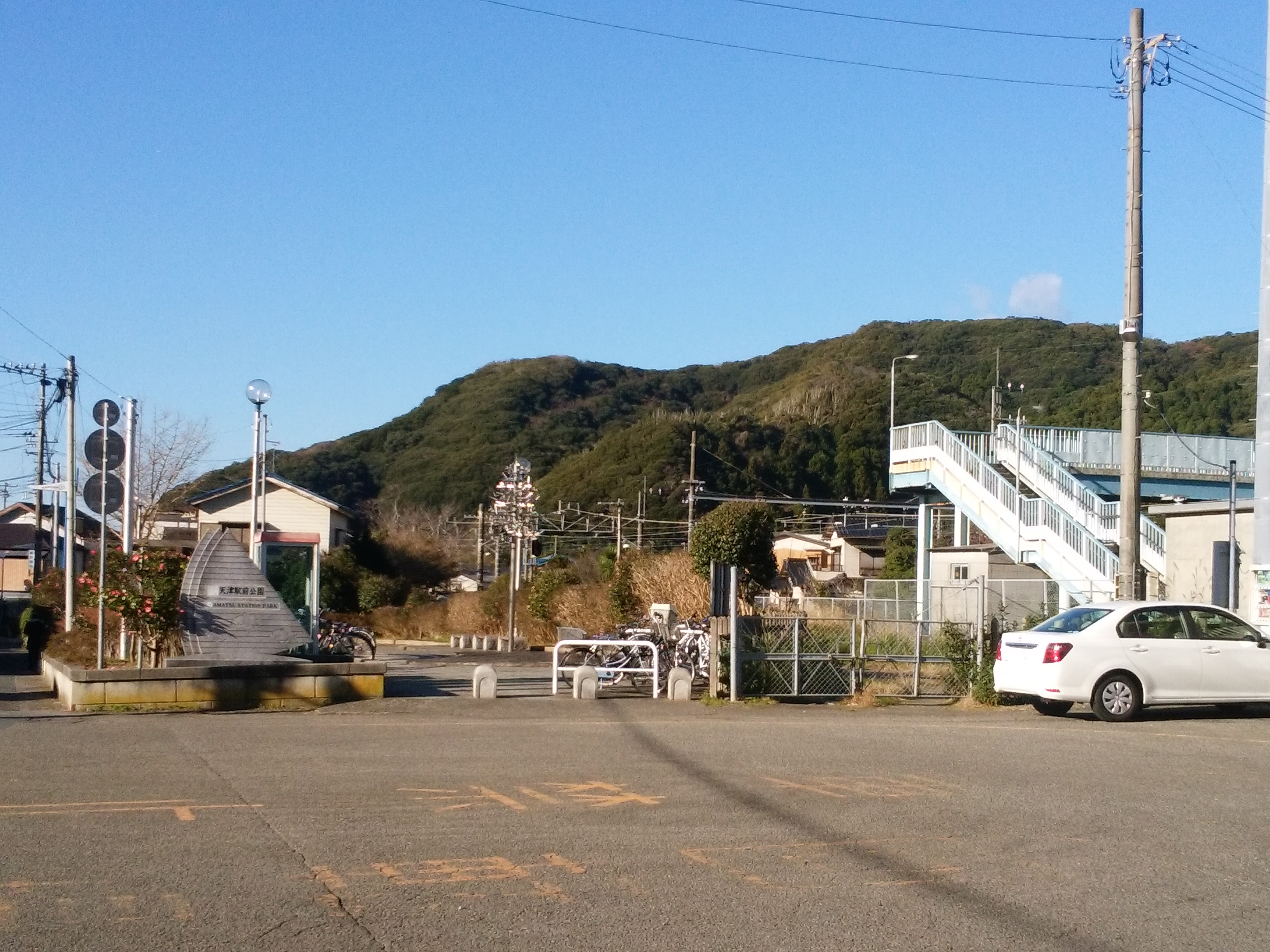
站前的公園入口（2015年12月）

此站是地面車站，設有2面2線的相對式月台。月台沒有提高高度。兩月台之間設有跨線橋連接。上行月台設有候車室。
此站是由安房鴨川站管理的無人車站，設有簡易Suica閘機。
在2010年（平成22年）2月10日起，引入了外房線PRC型自動廣播系統。

### 月台
| 月台 | 路線    | 上下行 | 方向                 |
| ---- | ------- | ------ | -------------------- |
| 1    | ■外房線 | 下行   | 安房鴨川方向         |
| 2    | ■外房線 | 上行   | 勝浦、大原、千葉方向 |

參考
- 月台可容納10卡車廂。

## 使用狀況
在2018年（平成30年）度1日平均乘車人次為132人，以下為乘車人次變化列表：
| 乘車人次變化       | 乘車人次變化     | 乘車人次變化 |
| 年度               | 1日平均 乘車人次 | 參考資料     |
| ------------------ | ---------------- | ------------ |
| 1990年（平成02年） | 328              | [ * 1 ]      |
| 1991年（平成03年） | 246              | [ * 2 ]      |
| 1992年（平成04年） | 276              | [ * 3 ]      |
| 1993年（平成05年） | 344              | [ * 4 ]      |
| 1994年（平成06年） | 331              | [ * 5 ]      |
| 1995年（平成07年） | 309              | [ * 6 ]      |
| 1996年（平成08年） | 289              | [ * 7 ]      |
| 1997年（平成09年） | 266              | [ * 8 ]      |
| 1998年（平成10年） | 255              | [ * 9 ]      |
| 1999年（平成11年） | 260              | [ * 10 ]     |
| 2000年（平成12年） | 253              | [ * 11 ]     |
| 2001年（平成13年） | 247              | [ * 12 ]     |
| 2002年（平成14年） | 225              | [ * 13 ]     |
| 2003年（平成15年） | 221              | [ * 14 ]     |
| 2004年（平成16年） | 229              | [ * 15 ]     |
| 2005年（平成17年） | 240              | [ * 16 ]     |
| 2006年（平成18年） | 218              | [ * 17 ]     |
| 2007年（平成19年） | 196              | [ * 18 ]     |
| 2008年（平成20年） | 179              | [ * 19 ]     |
| 2009年（平成21年） | 162              | [ * 20 ]     |
| 2010年（平成22年） | 160              | [ * 21 ]     |
| 2011年（平成23年） | 140              | [ * 22 ]     |
| 2012年（平成24年） | 148              | [ * 23 ]     |
| 2013年（平成25年） | 143              | [ * 24 ]     |
| 2014年（平成26年） | 135              | [ * 25 ]     |
| 2015年（平成27年） | 144              | [ * 26 ]     |
| 2016年（平成28年） | 133              | [ * 27 ]     |
| 2017年（平成29年） | 134              | [ * 28 ]     |
| 2018年（平成30年） | 132              | [ * 29 ]     |

## 車站周邊

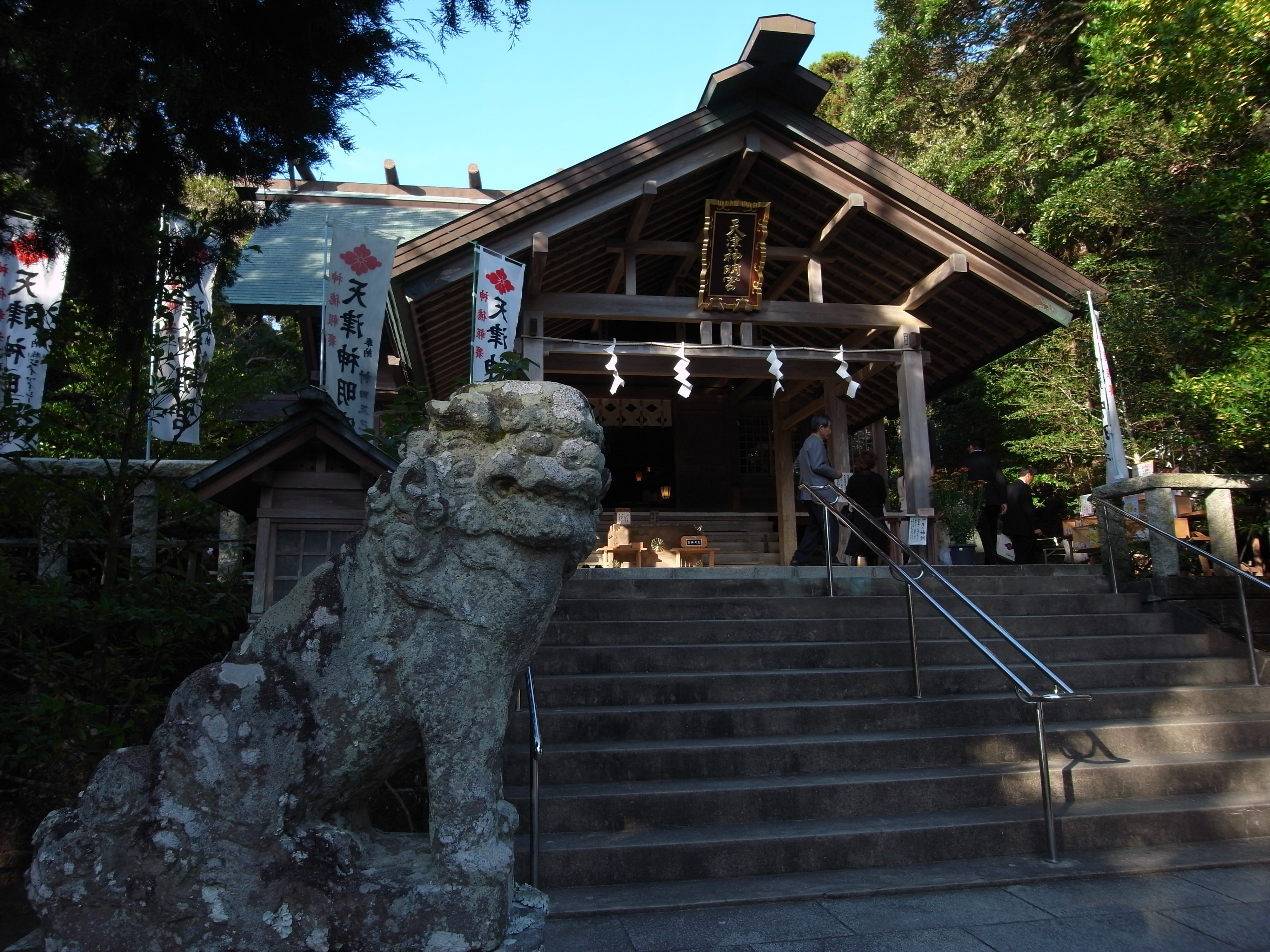
天津神明宮

- 國道128號（日语：国道128号）
- 千葉縣道81號市原天津小湊線（日语：千葉県道81号市原天津小湊線）
- 二間浦海灘
- 鴨川市政廳天津小湊分所（舊·天津小湊町（日语：天津小湊町）公所）
- 天津郵局
- 天津漁港
- 鴨川市立安房東中學
- 鴨川市立天津小湊小學（日语：鴨川市立天津小湊小学校）
- 鴨川市天津小湊公民館
- 東京大學千葉演習林
- 千葉銀行天津分店
- 天津神明宮（日语：天津神明宮）

## 巴士路線
| 乘車處   | 系統     | 主要途經                                             | 目的地         | 巴士公司       | 備註       |
| -------- | -------- | ---------------------------------------------------- | -------------- | -------------- | ---------- |
| 天津站前 | 市內線   | 新町、小湊站前                                       | 誕生寺入口     | 日東交通       |            |
| 天津站前 | 市內線   | 龜田醫院、鴨川海洋世界、鴨川站前、鴨川松島、太海站前 | 仁右衛門島入口 | 日東交通       |            |
| 天津站前 | 北路線   | 新町、小湊站前                                       | 鯛之浦         | 鴨川市社區巴士 |            |
| 天津站前 | 北路線   | 新町、小湊站前、鯛之浦、小湊站前、長所               | 內浦山縣民之森 | 鴨川市社區巴士 | 按需求服務 |
| 天津站前 | 北路線   | 浦之脇、龜田綜合醫院、鴨川站西出口、鴨川市政廳       | 金山水壩       | 鴨川市社區巴士 |            |
| 天津站前 | 清澄路線 | 清澄寺                                               | 奧清澄         | 鴨川市社區巴士 |            |
| 天津站前 | 清澄路線 | 天津小湊分所                                         |                | 鴨川市社區巴士 |            |

## 相鄰車站
東日本旅客鐵道（JR東日本）
■外房線
安房小湊－安房天津－安房鴨川

## 注腳

### 使用狀況
1. ↑  千葉縣統計年鑑 （页面存档备份，存于）（日語） - 千葉縣
2. ↑  鴨川市統計書 （页面存档备份，存于）（日語） - 鴨川市

JR東日本2000年度以後的乘車人次
1. ↑  各駅の乗車人員（2000年度） （页面存档备份，存于）（日語） - JR東日本
2. ↑  各駅の乗車人員（2001年度） （页面存档备份，存于）（日語） - JR東日本
3. ↑  各駅の乗車人員（2002年度） （页面存档备份，存于）（日語） - JR東日本
4. ↑  各駅の乗車人員（2003年度） （页面存档备份，存于）（日語） - JR東日本
5. ↑  各駅の乗車人員（2004年度） （页面存档备份，存于）（日語） - JR東日本
6. ↑  各駅の乗車人員（2005年度） （页面存档备份，存于）（日語） - JR東日本
7. ↑  各駅の乗車人員（2006年度） （页面存档备份，存于）（日語） - JR東日本
8. ↑  各駅の乗車人員（2007年度） （页面存档备份，存于）（日語） - JR東日本
9. ↑  各駅の乗車人員（2008年度） （页面存档备份，存于）（日語） - JR東日本
10. ↑  各駅の乗車人員（2009年度） （页面存档备份，存于）（日語） - JR東日本
11. ↑  各駅の乗車人員（2010年度） （页面存档备份，存于）（日語） - JR東日本
12. ↑  各駅の乗車人員（2011年度） （页面存档备份，存于）（日語） - JR東日本
13. ↑  各駅の乗車人員（2012年度） （页面存档备份，存于）（日語） - JR東日本
14. ↑  各駅の乗車人員（2013年度） （页面存档备份，存于）（日語） - JR東日本
15. ↑  各駅の乗車人員（2014年度） （页面存档备份，存于）（日語） - JR東日本
16. ↑  各駅の乗車人員（2015年度） （页面存档备份，存于）（日語） - JR東日本
17. ↑  各駅の乗車人員（2016年度） （页面存档备份，存于）（日語） - JR東日本
18. ↑  各駅の乗車人員（2017年度） （页面存档备份，存于）（日語） - JR東日本
19. ↑  各駅の乗車人員（2018年度） （页面存档备份，存于）（日語） - JR東日本

千葉縣統計年鑑
1. ↑  千葉縣統計年鑑（平成3年） （页面存档备份，存于）（日語）
2. ↑  千葉縣統計年鑑（平成4年） （页面存档备份，存于）（日語）
3. ↑  千葉縣統計年鑑（平成5年） （页面存档备份，存于）（日語）
4. ↑  千葉縣統計年鑑（平成6年） （页面存档备份，存于）（日語）
5. ↑  千葉縣統計年鑑（平成7年） （页面存档备份，存于）（日語）
6. ↑  千葉縣統計年鑑（平成8年） （页面存档备份，存于）（日語）
7. ↑  千葉縣統計年鑑（平成9年） （页面存档备份，存于）（日語）
8. ↑  千葉縣統計年鑑（平成10年） （页面存档备份，存于）（日語）
9. ↑  千葉縣統計年鑑（平成11年） （页面存档备份，存于）（日語）
10. ↑  千葉縣統計年鑑（平成12年） （页面存档备份，存于）（日語）
11. ↑  千葉縣統計年鑑（平成13年） （页面存档备份，存于）（日語）
12. ↑  千葉縣統計年鑑（平成14年） （页面存档备份，存于）（日語）
13. ↑  千葉縣統計年鑑（平成15年） （页面存档备份，存于）（日語）
14. ↑  千葉縣統計年鑑（平成16年） （页面存档备份，存于）（日語）
15. ↑  千葉縣統計年鑑（平成17年） （页面存档备份，存于）（日語）
16. ↑  千葉縣統計年鑑（平成18年） （页面存档备份，存于）（日語）
17. ↑  千葉縣統計年鑑（平成19年） （页面存档备份，存于）（日語）
18. ↑  千葉縣統計年鑑（平成20年） （页面存档备份，存于）（日語）
19. ↑  千葉縣統計年鑑（平成21年） （页面存档备份，存于）（日語）
20. ↑  千葉縣統計年鑑（平成22年） （页面存档备份，存于）（日語）
21. ↑  千葉縣統計年鑑（平成23年） （页面存档备份，存于）（日語）
22. ↑  千葉縣統計年鑑（平成24年） （页面存档备份，存于）（日語）
23. ↑  千葉縣統計年鑑（平成25年） （页面存档备份，存于）（日語）
24. ↑  千葉縣統計年鑑（平成26年） （页面存档备份，存于）（日語）
25. ↑  千葉縣統計年鑑（平成27年） （页面存档备份，存于）（日語）
26. ↑  千葉縣統計年鑑（平成28年） （页面存档备份，存于）（日語）
27. ↑  千葉縣統計年鑑（平成29年） （页面存档备份，存于）（日語）
28. ↑  千葉縣統計年鑑（平成30年） （页面存档备份，存于）（日語）
29. ↑  千葉縣統計年鑑（令和元年） （页面存档备份，存于）（日語）

## 外部連結
- 車站資訊（安房天津）：東日本旅客鐵道（日語）